# دانشگاه علوم کشاورزی و منابع طبیعی ساری
دانشگاه علوم کشاورزی و منابع طبیعی ساری یکی از دانشگاه‌های دولتی ایران در استان مازندران و تحت پوشش وزارت علوم، تحقیقات و فناوری است. این دانشگاه یکی از سه دانشگاه تخصصی کشاورزی در ایران است.
دانشکده‌های علوم زراعی، مهندسی زراعی، علوم دامی و شیلات و منابع طبیعی در این دانشگاه ظرفیتی بیش از ۲۵۰۰ دانشجو در مقاطع تحصیلی کارشناسی، کارشناسی ارشد و دکتری تخصصی را دارا هستند. این دانشگاه ۱۳۲ عضو هیئت علمی دارد.

## تاریخچه
این دانشگاه به عنوان مدرسه عالی مهندسی کشاورزی ساری در سال ۱۳۵۲ به صورت یک واحد آموزشی غیرانتفاعی مستقل با هدف ایجاد دوره‌های عالی در شورای گسترش آموزش عالی وقت تصویب گردید و کار خود را با سه رشته کشاورزی عمومی، جنگل و مرتع و دامپروری آغاز کرد.
در سال ۱۳۵۸ و پس از تصویب در شورای عالی انقلاب فرهنگی به همراه چند مرکز آموزش عالی دیگر، عامل اصلی شکل‌گیری دانشگاه مازندران گردید.
طی سالهای ۱۳۵۸ لغایت ۱۳۷۶ با کسب شاخص‌های مطلوب آموزشی و پژوهشی با تصویب شورای گسترش آموزش عالی به دو دانشکده علوم کشاورزی و منابع طبیعی ارتقا یافته که از سال تحصیلی ۷۸–۷۹ به صورت جداگانه فعالیت‌های آموزشی و پژوهشی خود را آغاز نمودند.
در سال ۱۳۸۳ پس از کسب شاخص‌های جدید موافقت اصولی راه اندازی مجتمع آموزش عالی علوم کشاورزی و منابع طبیعی ساری کسب گردید و در اوائل سال ۱۳۸۴ پس از کسب موافقت قطعی، با چهار دانشکده علوم زراعی، مهندسی زراعی، علوم دامی و شیلات و منابع طبیعی تحت پوشش مجتمع فوق شروع به فعالیت نمود.
در سال ۱۳۸۴ موافقت قطعی فعالیت پژوهشکده برنج و مرکبات و همچنین پژوهشکده اکوسیستم‌های خزری از شورای گسترش آموزش عالی کسب گردید.
با پیگیری‌های مجدانه مسئولان مجتمع و همراهی دست‌اندرکاران سیاسی و نمایندگان استان نسبت به ارتقا مجتمع فوق به دانشگاه علوم کشاورزی و منابع طبیعی ساری اقدام شد و شورای گسترش آموزش عالی رسماً در تاریخ ۱۶/۱۰/۸۵ با انفکاک آن از داشگاه مازندران و ارتقا به دانشگاه علوم کشاورزی و منابع طبیعی ساری موافقت نمود و از سال ۱۳۸۷ با عنوان دانشگاه علوم کشاورزی و منابع طبیعی ساری شروع به کار نمود.
هم‌اکنون این دانشگاه در مقطع کارشناسی در رشته‌های زراعت و اصلاح نباتات، علوم دامی، مهندسی آب، خاک‌شناسی، باغبانی، علوم و صنایع غذایی، ترویج و آموزش کشاورزی، گیاه پزشکی، مکانیک بیوسیستم، اقتصاد کشاورزی، مرتع و آبخیزداری، علوم و مهندسی جنگل، مهندسی طبیعت، شیلات، مهندسی صنایع مبلمان، مهندسی صنایع چوب و فراورده‌های سلولوزی و در مقطع کارشناسی ارشد رشته‌های زراعت، اصلاح نباتات، بیوتکنولوژی کشاورزی، سازه‌های آبی، مدیریت مرتع، گیاهان دارویی، مدیریت حوزه‌های آبخیز، حفاظت آب و خاک، تغذیه دام و طیور، ژنتیک و اصلاح دام و طیور، بیماری‌شناسی گیاهی، فراوری محصولات شیلاتی، مکانیک ماشین‌های کشاورزی، زیست‌شناسی سلولی و ملکولی، شناسایی و مبارزه با علف‌های هرز، مهندسی منابع آب، آبخیزداری، خاکشناسی، عمران و بهره‌برداری جنگل، مدیریت جنگل، علوم زیستی جنگل، حفاظت و اصلاح چوب، صنایع سلولوزی، تکثیر و پرورش ماهیان آبزی، فیزیولوژی دام، هواشناسی کشاورزی، آبیاری و زهکشی، ماشینهای کشاورزی، اقتصاد کشاورزی، علوم و صنایع غذایی، باغبانی و حشره‌شناسی و در مقطع دکتری تخصصی رشته‌های اصلاح نباتات(ژنتیک مولکولی و مهندسی ژنتیک-بیومتریک)، عمران و بهره‌برداری جنگل، مدیریت جنگل، علوم زیستی جنگل، علوم مرتع، زراعت، تغذیه دام، سازه‌های آبی، آبیاری و زهکشی، ژنتیک و اصلاح نژاد دام، آبخیزداری، خاکشناسی، اقتصاد کشاورزی، مدیریت حوزه‌های آبخیز، حفاظت آب و خاک، صنایع سلولوزی و … به آموزش دانشجویان اشتغال دارد.

## پژوهشکده ژنتیک و زیست فناوری طبرستان
در سال ۱۳۸۴ موافقت قطعی فعالیت پژوهشکده برنج و مرکبات و همچنین پژوهشکده اکوسیستم‌های خزری از شورای گسترش آموزش عالی کسب گردید سپس پژوهشکده برنج و مرکبات با توجه به گستره فعالیت‌های علمی و پژوهشی خود و همچنین نیاز جامعه کشاورزی به پژوهشکده ژنتیک و زیست فناوری طبرستان تغییر نام یافت.
این پژوهشکده دارای ساختار سازمانی کامل و مستقل بوده و از گروه¬‌های به‌نژادی و به‌زراعی برنج، مرکبات، گیاهان دارویی، مهندسی ژنتیک و بیولوژی مولکولی تشکیل شده است. از بدو تأسیس این مرکز پژوهشی (۱۳۸۷تاکنون)، مجموعه آزمایشگاه¬‌هایی در حوزه‌¬های مختلف زیست¬‌فناوری به مساحتی حدود ۱۰۰۰ متر مربع راه ¬اندازی و خدمات آموزشی، پژوهشی و آزمایشگاهی قابل توجهی را در حوزه¬‌های مرتبط با زیست‌¬فناوری ارائه نموده است.

## پژوهشکده اکوسیستم‌های خزری
پژوهشکده اکوسیستم‌های خزری با مطالعه زیرشاخه‌هایی چون شناخت اکوسیستم‌های جنگلی، اکوسیستم‌های آبی، فراورده‌های اکوسیستم‌ها، اکوسیستم‌های مرتعی و مسائل زیست‌محیطی، راه توسعه و احیا منابع طبیعی استان را پیگیری می‌نماید و با هدایت پایان‌نامه‌های کارشناسی ارشد و برگزاری کارگاه‌های پژوهشی برای کارشناسان دستگاه‌های اجرایی و ارائه همایش‌های علمی داخلی و بین‌المللی تلاش می‌کند.

## امکانات آموزشی پژوهشی/دانشکده‌ها/مراکز پژوهشی
- امکانات آموزشی و پژوهشی

 شبکه اینترنت
- شبکه WAN و LAN با استفاده از فیبر نوری
- امکان ارتباط اعضاء هیئت علمی ساکن در شهرستان ساری از طریق سیستم بی‌سیم(wireless) و شبکه lan

 امکانات اطلاع‌رسانی و کتابخانه ای
- نزدیک به ۵۰۰۰۰ نسخه کتب فارسی و لاتین با امکان جستجوی موضوعی
- امکان برخورداری از برخی مجلات به صورت آنلاین(۴ پایگاه آنلاین و ۳۶۰ پایگاه آفلاین)
- امکان جستجوی از نرم‌افزار پارس آذرخش
- امکان استفاده از پورتال کتابخانه
- امکان استفاده از حدوداً ۲۱۰۰۰ کتاب الکترونیکی

 زمین زراعی و تحقیقاتی
- ۱۰۵ هکتار زمین شامل زمین زراعی، باغی، ساختمان اداری و آموزشی در کیلومتر۹ جاده دریا (محل فعلی دانشگاه)
- ۲۰ هکتار در کیلومتر ۱۰ جاده ساری-نکا
- مزرعه آموزشی دانشگاه به مساحت حدود ۵/۱ هکتار
- مزرعه پژوهشی دانشگاه به مساحت حدود ۱۴ هکتار
- مزرعه مرتع آموزشی به مساحت ۶ هکتار
- جنگل آموزشی و پژوهشی دارابکلا به مساحت ۲۶۱۲ هکتار
- ایستگاه هواشناسی جنگل دارابکلا
- باغ درخت‌شناسی با صد گونه درختان و ۳۲ سال قدمت
- باغ ارقام درختان و درختچه‌های زیستی
- باغ ارقام درختان میوه
- گلخانه تحقیقاتی به مساحت ۱۰۰متر مربع (دانشکده منابع طبیعی)
- مزرعه آموزشی- پژوهشی سوته به مساحت ۱۰۰ هکتار
- دانشکده علوم زراعی

امور حرکت‌شناسی کشاورزی دارای نقش چندگانه، آماده‌سازی جامع دانشجویان تحصیل‌کرده، افراد حرفه‌ای که در کشاورزی به کار مشغول هستند و آموزش اولیه برای دوره کارشناسی ارشد کشاورزی است. در این مقطع، زمینه برای درک زندگی حرفه‌ای در یک محیط کشاورزی آماده می‌شود. یک دوره حداقل چهار ساله پس از پایان دبیرستان برای گذراندن این مقطع در نظر گرفته می‌شود. در این دوره دانشجویان با دروسی از تجارت و مدیریت کشاورزی، منابع طبیعی، آموزش کشاورزی و ارتباطات، علوم گیاهی، خاکشناسی، مهندسی کشاورزی، مکانیزاسیون، علوم و صنایع غذایی، تغذیه و … آشنا می‌شوند. دانشجویانی که به تحقیقات کشاورزی یا به انجام فعالیت‌های تخصصی ویژه‌ای که احراز آن مستلزم داشتن مدرک کارشناسی ارشد است علاقه‌مند می‌باشند، باید در یک یا چند رشته کشاورزی به کسب تخصص بپردازند. این سطح از تحصیلات به وسیله دانشکده‌های کشاورزی و در دو سطح کارشناسی ارشد و دکتری ارائه می‌گردد. تأکید بر سطح کارشناسی ارشد موجب خواهد شد که اعضای هیئت علمی در رشته خود تخصص کسب نمایند و توجه دانشکده‌های کشاورزی تنها به کشاورزی معطوف گردد. توسعه رشته‌های کارشناسی موجب می‌شود که دانشکده‌های کشاورزی در مسیر صحیح حرکت نمایند و بنیانی قوی برای احداث دوره‌های کارشناسی ارشد و دکتری باشند. برنامه‌های دوره دکتری نیز طوری طراحی شده است که فارغ‌التحصیلان برای اشتغال غیردانشگاهی (مراکز تحقیقاتی) نیز آماده شوند یا در آینده به صورت عضو هیئت علمی جذب دانشگاه‌ها شوند. آموزش کشاورزی را می‌توان در پایه‌های بعد از کارشناسی به دو صورت ادامه داد. کارشناسی ارشد یا دکتری مستقیم. مقطع کارشناسی ارشد کشاورزی این فرصت را در اختیار دانشجویانی قرار می‌دهد که به گسترش تخصص‌های خود به میزانی بالاتر از آنچه در مقطع کارشناسی آموخته‌اند، ادامه دهند. دکتری بالاترین درجه علمی در هر یک از رشته‌های دانشگاهی محسوب می‌شود. در کشاورزی معمولاً درجه دکتری به علت مطالعه در زمینه‌هایی مانند اقتصاد کشاورزی، آموزش کشاورزی مهندسی کشاورزی، زراعت، علوم جانوری، علوم و صنایع غذائی، باغبانی، منابع طبیعی و جامعه‌شناسی روستایی اعطا می‌شود و درجه Ph.D درجه‌ای است که در نتیجه تحقیقات بکر در زمینه تخصصی فرد به وی اعطا می‌گردد.
- دانشکده مهندسی زراعی

این دانشکده از تیرماه سال ۱۳۸۴ فعالیت خود را آغاز نموده است و در حال حاضر دارای چهار گروه آموزشی مهندسی اقتصاد کشاورزی، علوم و مهندسی آب، مهندسی مکانیک بیوسیستم و علوم و صنایع غذایی است. براساس گروه‌های آموزشی موجود در این دانشکده، در مقطع کارشناسی برای رشته‌های تحصیلی مهندسی کشاورزی-آب، مهندسی بیومکانیک، ماشین‌های کشاورزی (ناپیوسته)، علوم و صنایع غذایی و اقتصاد کشاورزی و نیز در مقطع کارشناسی ارشد برای دو رشتهٔ سازه‌های آبی و هواشناسی کشاورزی، دانشجویان علاقه‌مند از طریق آزمون‌های سازمان سنجش پذیرفته شده و مشغول به یادگیری تخصص‌های مربوطه می‌گردند. در مجموع حدود ۷۴۸ دانشجو در مقطع کارشناسی و ۳۰ دانشجو در مقطع کارشناسی ارشد در این دانشکده مشغول به تحصیل می‌باشند. تعداد ۱۹ نفر عضو هیئت علمی تمام وقت با درجات استادی (۱ نفر)، دانشیاری (۱ نفر)، استادیاری (۱۵ نفر) و مربی (۲ نفر)، به فعالیت‌های آموزشی و پژوهشی مشغول می‌باشند. تعداد ۴ آزمایشگاه در گروه آبیاری، ۴ آزمایشگاه در گروه ماشین‌های کشاورزی، ۲ آزمایشگاه در گروه علوم و صنایع غذایی و ۱ سایت تخصصی رایانه در گروه اقتصاد کشاورزی موجود است. همچنین تعداد ۵ نفر کارشناس در آزمایشگاه‌های این دانشکده مشغول همکاری هستند. ضمناً ایستگاه هواشناسی کشاورزی دانشگاه نیز تحت نظارت گروه مهندسی آب این دانشگاه قرار دارد.
- دانشکده علوم دامی و شیلات

دانشکده علوم دامی و شیلات دانشگاه از تیرماه سال ۸۴ فعالیت خود را آغاز نمود. در حال حاضر این دانشکده دارای دو گروه علوم دامی و شیلات است. گروه علوم دامی با جذب دانشجو در مقطع کارشناس دامپروری در سال ۱۳۵۲ شروع به فعالیت نمود. بعد از انقلاب فرهنگی این گروه در مقطع کاردانی امور دامی به فعالیت خود ادامه داد تا اینکه در سال ۱۳۷۰ در مقطع کارشناس دامپروری مجدداً اقدام به پذیرش دانشجو نمود. با توجه به سابقه آموزش و پژوهش گروه با پذیرش دانشجو در مقطع کارشناس ارشد در دو گرایش تغذیه دام و اصلاح نژاد دام در سال ۷۶ اقدام نمود. گروه علوم دامی در حال حاضر دارای ۹ نفر هیئت علمی (۲ نفر دانشیار، ۳ نفر استادیار، ۳ نفر مربی ماموربه تحصیل در مقطع دکتری ۱ نفر مربی)، و ۳ نفر بوسیله دکتری است. همچنین ۱۸۶ نفر دانشجو در مقطع کارشناس، ۳۱ نفر در مقطع کارشناسی ارشد دراین گروه مشغول تحصیل می‌باشند. برای اولین بار در سال ۸۷ در مقطع دکتری رشته اصلاح نژاد دام تعداد ۳ نفر دانشجوئ پذیرش گردید که انشاء اله از نیمسال دوم سال تحصیلی ۸۸–۸۷ تحصیلات خود را آغاز می‌نمایند. در مقطع کارشناس علوم دامی برای تخسیتین بار در سال جاری جداگانه برای گرایشهای پرورش دام و پرورش طیور دانشجو پذیرفته شده است. گروه شیلات از سال ۷۸ فعالیت خود در آغاز نمود در حال حاضر ۱۵۶ نفر دانشجو در مقطع کارشناس و ۶ نفر در مقطع ارشد دراین گروه مشغول به تحصیل می‌باشند. تعداد ۷ نفر عضو هیئت علمی (۶ نفر استادیار و یک نفر مربی) دراین گروه مشغول فعالیت می‌باشند. همچنین این گروه دارای ۲ نفر بورسیه دکتری است. برای اولین بار در سال ۸۷ گروه شیلات در مقطع کارشناسی ارشد گرایش تکثیر و پرورش آبزیان اقدام به پذیرش دانشجو نمود. دانشجویان مقطع کارشناسی گروه در دو گرایش تکثیر و پرورش و بوم‌شناسی مشغول تحصیل می‌باشند. در گروه علوم دامی ۳ نفر کارشناس در آزمایشگاه‌های گروه مشغول فعالیت هستند. همچنین گروه شیلات در حال حاضر دارای یک نفر کارشناس است.
- دانشکده دانشکده منابع طبیعی

دانشکده منابع طبیعی در کیلومتر ۱۰ جاده نکا در سایت بادله واقع شده است. مکان فعلی دانشکده در سال ۱۳۵۲ به عنوان مدرسه عالی کشاورزی تأسیس و از سال ۱۳۷۶ به دانشکده منابع طبیعی اختصاص یافته است. در دانشکده چهار گروه آموزشی شامل آبخیزداری، چوب و فرآورده‌های سلولزی، علوم و مهندسی جنگل و مرتعداری دایر است. دانشجویان در ۴ رشته کارشناسی، ۱۰ رشته کارشناسی ارشد و ۷ رشته دکتری مشغول به تحصیل هستند. دانشکده منابع طبیعی دارای ۲۹ عضو هیئت علمی (۳ نفر استاد، ۱۴ نفر دانشیار، ۱۲ نفر استادیار) است. مهم‌ترین امکانات آموزشی و پژوهشی دانشکده شامل ساختمان مجزا برای گروه‌های آموزشی، آزمایشگاه‌ها و کارگاه‌های تخصصی، جنگل آموزشی-پژوهشی به مساحت ۲۶۵۰ هکتار، باغ درخت‌شناسی، مزرعه زراعت چوب، قطعات جنگلکاری شده با گونه‌های گیاهی بومی، گلخانه، سایت کامپیوتر، کتابخانه، سالن غذاخوری، سالن ورزشی و زمین فوتبال است.
- دانشکده مهندسی زراعی
- دانشکده علوم دامی و شیلات
- دانشکده دانشکده منابع طبیعی دانشکده علوم دامی و شیلات
- دانشکده علوم زراعی
- پردیس بین‌المللی دانشگاه
- پژوهشکده ژنتیک و زیست فناوری کشاورزی
- پژوهشکده اکو سیستم خزری
- پژوهشکده علوم و صنایع غذایی
- پژوهشکده RS, GIS
- مرکز رشد واحدهای فناوری طبرستان

## پردیس بین‌الملل
پردیس بین‌الملل دانشگاه در نزدیکی روستای بادله با مساحتی نزدیک به ۳۰ هکتار و ۷ هزار و ۵۰۰ متر مربع زیربنا افتتاح شده است.